# Rhytiphora frenchiana
Rhytiphora frenchiana là một loài bọ cánh cứng trong họ Cerambycidae.